# Sarcophaga malaitensis
Sarcophaga malaitensis är en tvåvingeart som beskrevs av Shinonaga och Tadao Kano 1993. Sarcophaga malaitensis ingår i släktet Sarcophaga och familjen köttflugor. Inga underarter finns listade i Catalogue of Life.